# Kenny Hillery
Kenny Hillery, vero nome Kevin R. Hillery (24 marzo 1965 – 5 giugno 1996), è stato un bassista statunitense.
Fu il bassista della heavy metal band Quiet Riot durante il periodo del 1993, registrando con la band l'album Terrified e alcune parti di basso dell'album The Randy Rhoads Years, sempre del 1993.

## Biografia
Dopo lo scioglimento dei Quiet Riot nel 1989, l'ex singer Kevin DuBrow fondò assieme a Hillery un nuovo progetto chiamato Little Woman composto anche dal chitarrista Sean Manning e il batterista Pat Ashby. "Little Women" era il nome dei Quiet Riot negli anni settanta, prima che cambiassero nome in "Quiet Riot" su proposta di DuBrow.
Nel 1992 DuBrow riformò i Quiet Riot riunitosi con i vecchi membri Carlos Cavazo, il batterista Frankie Banali e lo stesso Hillery. Con questa formazione la band realizzerà l'album Terrified nel 1993. Con la band Hillery registrò anche alcune parti di basso dell'album The Randy Rhoads Years, una raccolta che comprendeva dei brani dei Quiet Riot nell'epoca di Randy Rhoads, che vennero rimasterizzati e riarrangiati.
Si suicidò all'età di 31 anni, il 5 giugno 1996.

## Discografia
- Quiet Riot - Terrified (1993)
- Quiet Riot - The Randy Rhoads Years (1993)